# Агаджанянц, Карапет Саркисович
Карапет Саркисович Агаджанянц (арм. Կարապետ Սարգսի Աղաջանյան; 5 июля 1876, Тифлис — 15 декабря 1955, Париж) — психиатр, невролог, нейроанатом Российской империи армянского происхождения. Педагог, профессор, доктор медицины.

## Биография
Родился в семье протоиерея армянско-григорианского вероисповедания. В 1896 году окончил 1-ю Тифлисскую гимназию с серебряной медалью. В 1901 году с отличием окончил медицинский факультет Императорской военно-медицинской академии (ИВМА) в Санкт-Петербурге. Ученик, а позже один из сподвижников В. М. Бехтерева. Был оставлен по конкурсу для усовершенствования при кафедре душевных и нервных болезней.
В 1904 году защитил докторскую диссертацию: «О корковом центре зрения».
В 1905 году — лаборант клиники душевных и нервных болезней академии; с 1906 — ассистент, а с 1909 года — приват-доцент клиники душевных и нервных болезней при Санкт-Петербургском женском медицинском институте.
В 1910 году стажировался в Берлине, где под руководством немецкого невролога Луиса Якобсона-Ласка изучал курс невроанатомии. После возвращения в Россию практиковал в Михайловском госпитале в Тифлисе.
В 1911 году назначен директором физиотерапевтической поликлиники петербургского Психоневрологического института. Профессор.
Входил в первоначальный комитет Петербургского Психоневрологического института, в котором читал курс нервных болезней.
С ноября 1913 по январь 1915 профессор Агаджанянц преподавал на кафедре психиатрии Варшавского университета, а после эвакуации университета в Ростов-на-Дону, в Ростовском университете.
В 1915 году был консультантом по нервным болезням на Южном фронте первой мировой войны.
В 1920 году эмигрировал в Турцию; с 1922 года преподавал в Константинопольском университете.
В 1924 году переехал во Францию. В 1924—1929 — член, затем член правления, а в 1937—1948 — председатель, затем почётный председатель Общества русских врачей имени Мечникова во Франции.
В 1928 году защитил в Парижском университете диссертацию на степень доктора медицины.
В 1931—1934 работал в Русской амбулатории Красного Креста в Париже, с 1934 работал в Русской амбулатории имени В. И. Темкина.
С 1933 года — член Группы русских академиков (Groupe Académique Russe) в Париже. В 1950 году был избран председателем Союза русских армян во Франции.
Вел приём во Франко-русском госпитале в Вильжюифе под Парижем.
Генеральный секретарь Комитета помощи Союзу русских военных инвалидов (1930-е).
Член-основатель парижской масонской ложи «Свободная Россия» (1931), член ложи «Северная Звезда» (1926—1934) (ВВФ).
Умер в Париже в 1955 году.

## Избранные научные труды
- О корковом зрительном центре. — СПб.: Тип. Н. Н. Клобукова, 1904.
- Роль психотерапии в дерматологии: Сообщено на IX Пирог. съезде. — СПб.: тип. Я. Трей, 1904.
- Über das kortikale Sehzentrum. Neurologisches Centralblatt 25, s. 1017, 1904
- Ueber den Einfluss des Adrenalins auf das in Leber und Muskeln enthaltende Glykogen. Biochemische Zeitschrift 2, ss. 148—156, 1906
- Об остро-протекающем паранояльном синдроме. — Казань: Типо-лит. Имп. ун-та, 1908.
- Über die Kerne des menschlichen Kleinhirns. Abhandlungen der Königlich Preussischen Akademie der Wissenschaft 5, ss. 1-15, 1911
- Основные проблемы при изучении душевных явлений. — Пятигорск: Г. Д. Сукиасянца, 1912.
- Über die Beziehung der Sprechfunktion zur Intonation, zum Ton und Rhytmus. Neurologisches Centralblatt 33, ss. 274—287, 1914.
- Внушение, как терапевтический метод в связи с уценем о психологической сущности неврозов и психозов. Варшавские университетские известия 2, s. 1-18, 1915-->
- Aphasie en rapport avec les phénomènes convulsifs et les troubles verbo-moteurs et verbosensoriels. Archives internationales de neurologie, des maladies héréditaires, de médecine mentale et psychosomatique 21, ss. 93-102, 1928.
- Analyse physiologique et clinique des processus d’inhibition. Encéphale 26: 689—700, 1931.
- Le But et la technique des recherches expérimentales des fauses (sic) images.
- Introduction à l’étude expérimentale du problème de l’hallucination. Archives internationales de neurologie, des maladies héréditaires, de médecine mentale et psychosomatique 58, ss. 176; 199; 223, 1940.
- Le rôle des troubles neuro-végétatifs dans la pathologie de la vie affective et dans l’origine des variations des fonctions perceptivo-associatives. Archives internationales de neurologie, des maladies héréditaires, de médecine mentale et psychosomatique 64/65, ss. 96-108, 1945/46
- Le mécanisme des troubles perceptivo-associatifs en rapport avec l’origine de l’hallucination et du délire (étude physiopathologique). — Peyronnet, 1946.
- Les hallucinations au cours des maladies mentales et les perceptions extremêment fines de la réalité. Archives internationales de neurologie, des maladies héréditaires, de médecine mentale et psychosomatique 67(5), ss. 107—109, 1948.
- Клинические и экспериментально-психологические исследования над больными, леченными препаратом E (в соавт. со Срезневским В. В.) и др.